# Théorie Sens-Texte
La Théorie Sens-Texte (Meaning-Text Theory) est un cadre linguistique théorique pour la construction de modèles des langues naturelles.
Cette théorie fournit une partition de la modélisation d’un énoncé en niveaux de représentation :
- Phonologique / phonétique
- Morphologique
- Syntaxique
- Sémantique

Des transformations entre ces niveaux de représentation permettent de naviguer d'un texte vers son sens, et réciproquement.
La théorie postule que les langues sont définies par la façon dont leurs éléments (les unités lexicales) sont combinés par des fonctions lexicales.
Les bases de la TST ont été créées à Moscou dans les années 1960, sous l'impulsion d'Igor Mel'čuk, de A. Žolkovskij et de J. Apresjian. Depuis, elle s'est développée en Russie, au Canada et en Europe.